# Pilha LR44

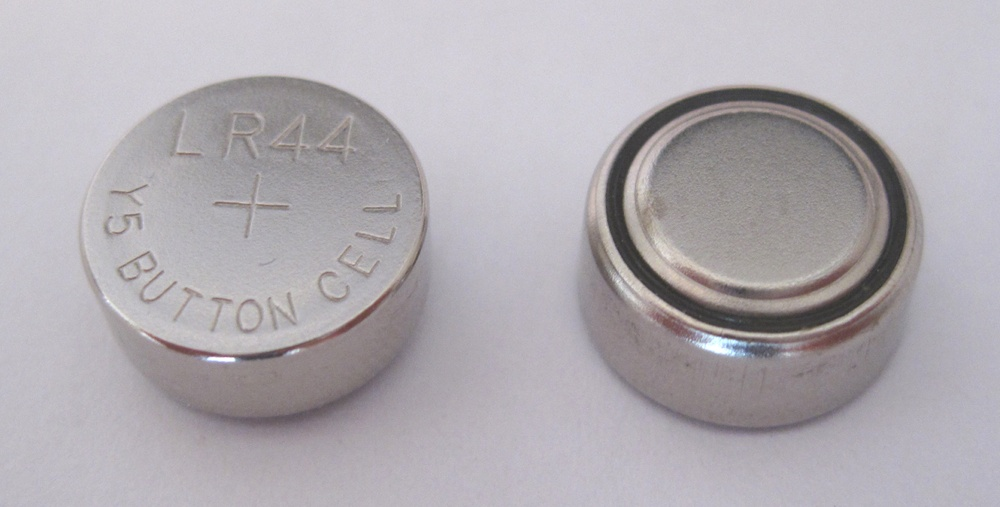
LR44 alcalina

LR44 é uma nomenclatura de Pilha designada pelo IEC para uma pilha alcalina 1.5 volt pilha-botão, comumente utilizada em pequenas lanternas LED, termômetro digital, calculadoras, câmeras, pinças, relógios, brinquedos, multimetros, e laser pointer.
A nomenclatura de pilhas é definida pela Comissão de Electrotécnica Internacional (IEC) na sua norma 60086-3 (Pilhas primárias e baterias, parte 3 baterias de relógios).
A letra "L" indica indica o sistema electroquímico utilizado:  um eléctrodo negativo de zinco, dióxido de manganês despolarizado como eletrodo positivo, e um eletrolítico alcalino. O restante "R44" indica uma célula cilíndrica ("redonda") 11,4±0,2 mm de diâmetro e 5,2±0,2 mm de altura.

## Designações alternativas
Os fabricantes têm seus próprios números de peça para pilhas IEC tipo LR44, incluindo:
- LR44, LR44G, LR44GD, LR44H
- LR1154, L1154, L1154C, L1154F, L1154G, L1154H
- 6135011748057 (NSN)
- 1166A  (part number)
- AG13, A613, AG14, AG-14, G13A, G13-A
- 157, 303, 357
- A76, AG76, GDA76, GP76A, GPA7, GPA75, GPA76, GPS76A,
- 1128MP, 208-904, A-76, CA18, CA19, CR44, D76A, KA, KA76, MS76H, PX76A, PX675A, RPX675, RW82, SB-F9, V13GA

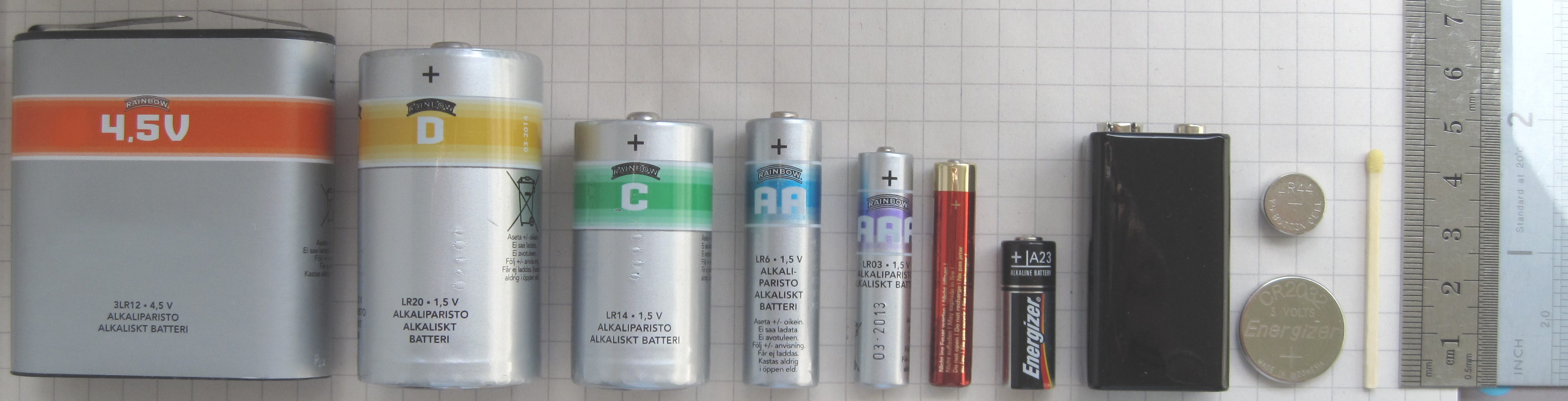
Pilhas 4.5-volt, D, C, AA, AAA, AAAA, A23, 9-volt, CR2032 e LR44

## Outras pilhas de tamanho R44
Outros tipos de pilhas são ou foram feitos no tamanho físico R44. Antigamente, pilhas de mercúrio foram feitas como células de botão (tipos  'MR44'  e  'NR44' ). Pilhas de zinco-ar tipo  'PR44'  requerem exposição ao ar para operar. Alguns aparelhos auditivos  e as lâmpadas solares ornamentais para jardim contêm uma bateria recarregável de 40H com química Níquel-metal-hidreto Ni-MH] e uma capacidade de aproximadamente 40mAh. Embora tendo as mesmas dimensões, estes têm um tensão nominal de 1.2V, tal como acontece com muitas baterias de níquel-hidreto metálico (baterias NiMH). Eles são compatíveis com muitos dispositivos que foram projetados para baterias LR44, mas alguns dispositivos podem não funcionar corretamente devido à menor tensão. As baterias de óxido de prata tipo  'SR44' podem fornecer capacidade extra em comparação com os tipos LR44, mas têm características de voltagem ligeiramente diferentes. O desempenho de um dispositivo destinado a utilizar uma bateria de óxido de prata pode ser degradado com a substituição por de tipos alcalinos.
O obsoleto medidor métrico luminoso originalmente projetado para usar baterias de mercúrio dará leituras falsas com substituição por de tipos alcalinos LR44. Felizmente, alguns fabricantes fornecem adaptadores adequados para resolver esse problema.
Os números do fabricante para as células de tamanho de óxido de prata R44 incluem:
- SR44, SR44W, SR44SW
- 6135-99-651-3240 (NSN)
- SR1154
- 1107SO
- 1131SOP
- SG13
- S76
- EPX76 (Energizer)
- 303, 357 (D357H, V357)

## Comparação de tipos R44
|                                            | Nome IEC     | Nome ANSI/NEDA | Capacidade Típica (mAh) | Tensão Nominal (V) |
| ------------------------------------------ | ------------ | -------------- | ----------------------- | ------------------ |
| Pilha Alcalina                             | LR1154, LR44 | 1166A          | 150                     | 1,50               |
| Pilha de Oxido de Prata                    | SR1154, SR44 | 1107SO         | 200                     | 1,55               |
| Pilha de Óxido de Mercúrio (descontinuado) | MR1154, MR44 |                | 210                     | 1,35               |
| Pilha Zinco–ar                             | PR44, PR675  |                | 600                     | 1,35 or 1,40       |
| Bateria Niquel-metal hydreto (40H)         |              |                | 40                      | 1,20               |

## Instalação, uso e segurança
Enquanto a célula não é totalmente simétrica, na maioria das aplicações é necessário cuidado para instalar a célula com a correta polaridade elétrica. Alguns fabricantes aconselham limpar a célula com um pano antes da instalação, e para evitar o manuseio das partes em contato elétrico com o aparelho, porque sujeira, ácido, umidade e óleos da pele podem prejudicar a condutividade elétrica das conexões .
Em geral, estas pilhas são células primárias, não destinadas a serem recarregadas. A bateria 40H Ni-MH é a única exceção e pode ser recarregada.
O curto-circuito de uma célula pode causar uma explosão, já que a corrente de curto-circuito elevada sobreaquece a célula devido à sua resistência interna. Outras formas de superaquecimento, como fogo também podem causar explosões.
Células podem ser engolidas por crianças pequenas, e apresentar um risco de asfixia. Algumas químicas também podem causar graves queimaduras internas, ou envenenamento, levando a fatalidades. Queimaduras também podem resultar de células colocadas no nariz ou orelha.